# Nordertor

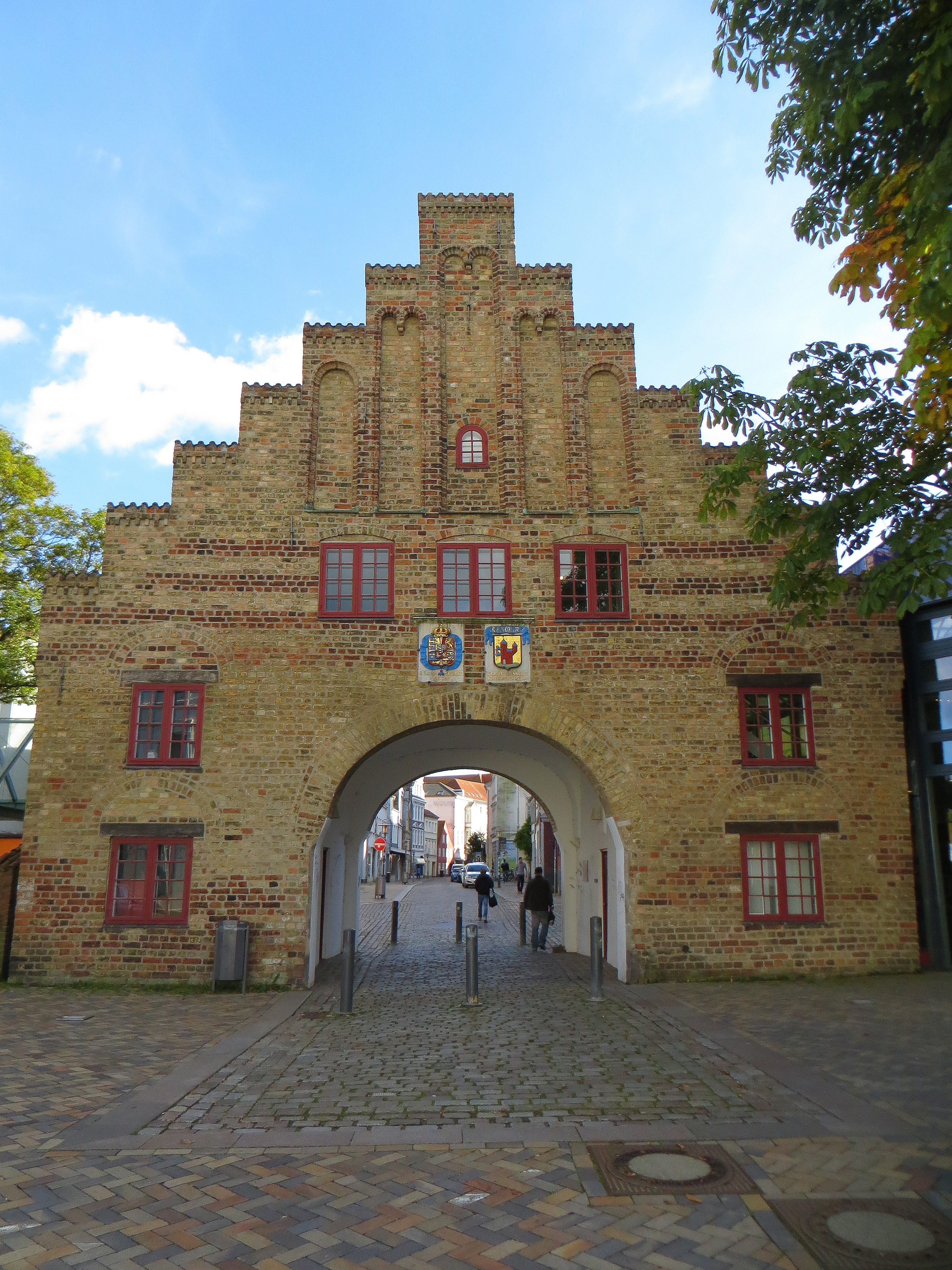
Nordertor, Nordseite (2013)

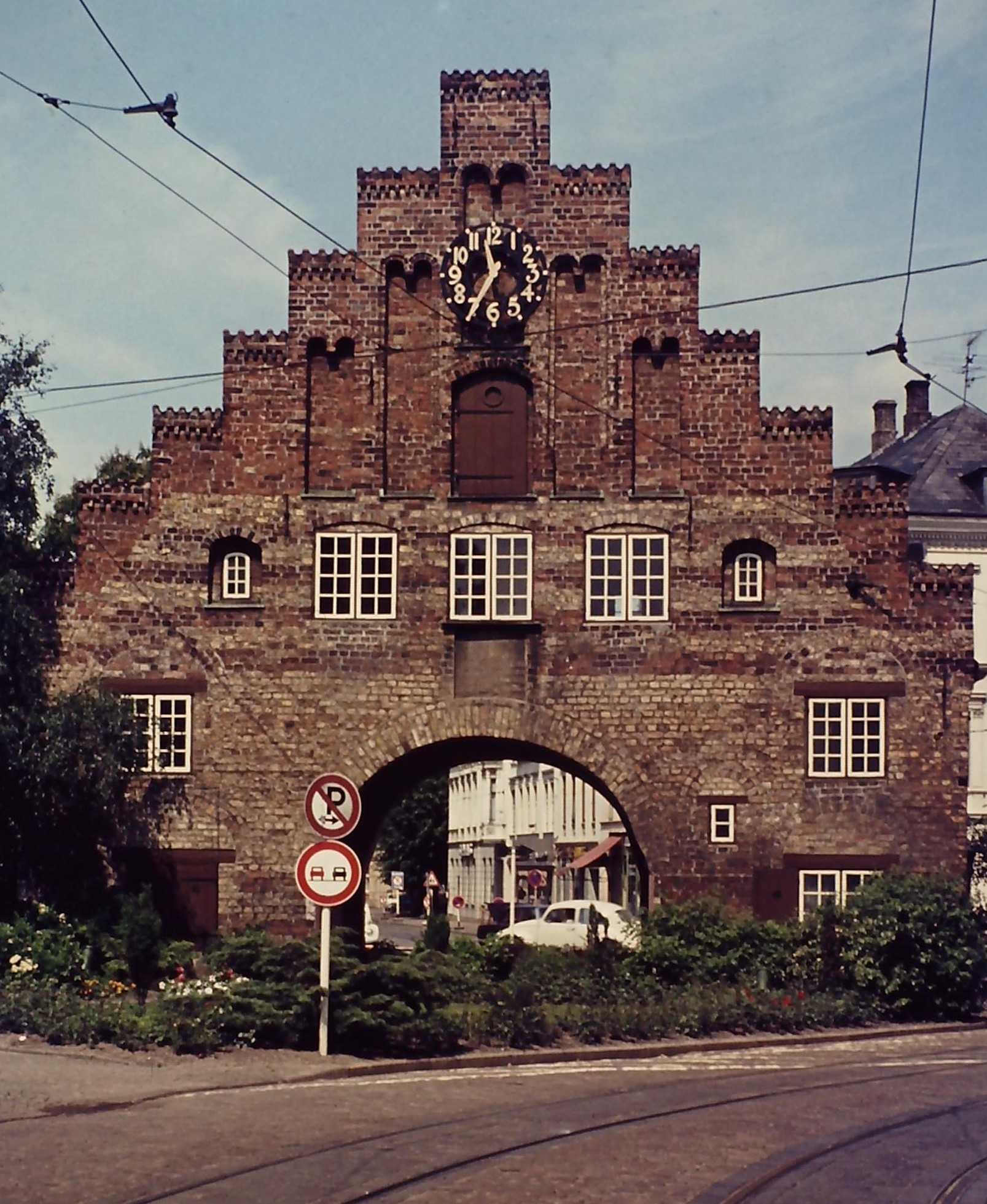
Nordertor, Südseite (1972)

Das Nordertor (dänisch: Nørreport) ist ein Stadttor, das die Stadt Flensburg einst nach Norden begrenzte. Es war damit ein wichtiger Teil der ehemaligen Flensburger Stadtbefestigung. Heute ist es ein Wahrzeichen der Stadt.

## Geschichte

### Vorgängerbau
Spätestens seit dem Jahr 1345 entstand schrittweise die Stadtmauer Flensburgs mit zugehörigen Stadttoren und Pforten. Auch nach Norden wurde ein Zugangstor zur Stadt errichtet. Über diesen Vorgängerbau des heutigen Nordertors, die Norderpforte (Norderporte), ist jedoch nicht viel bekannt. Es befand sich 100 Meter weiter südlich bei der Norderstraße Nr. 122. In einer Stadtansicht von Georg Braun und Franz Hogenberg, die ungefähr 1572 entstand, wurde aber offenbar dennoch die Gestalt dieses Vorgängerbaus festgehalten. Die Norderpforte diente, wie auch ihr späterer Nachfolgebau, vor allem als Kontrolltor für Ein- und Ausreisende, das zur Nacht geschlossen wurde.
In Flensburg waren an allen Ausfallstraßen Stadttore und Pforten zu finden. Neben großen Tore gab es noch kleinere Tore an den Wegen auf das Stadtfeld sowie zum Hafen hin, soweit zum Hafen eine Befestigung existierte. Zudem war die Stadtbefestigung mit der seit 1411 hoch über der Stadt gelegenen Festung Duburg verbunden. Die wichtigsten Tore waren das Rote Tor an der Ausfallstraße nach Süden, das Friesische Tor an der Hauptstraße nach Westen, das Kompagnietor zum Hafen und das Johannistor an der östlichen Stadtgrenze. Zudem gab es Tore zwischen den mit einer Stadtmauer geschützten mittleren Stadtteilen um St. Marien und St. Nikolai einerseits und den nur mit Palisadenwerk umgebenen Stadtteilen Ramsharde (Neues Tor) und St. Johannis (Mühlentor).

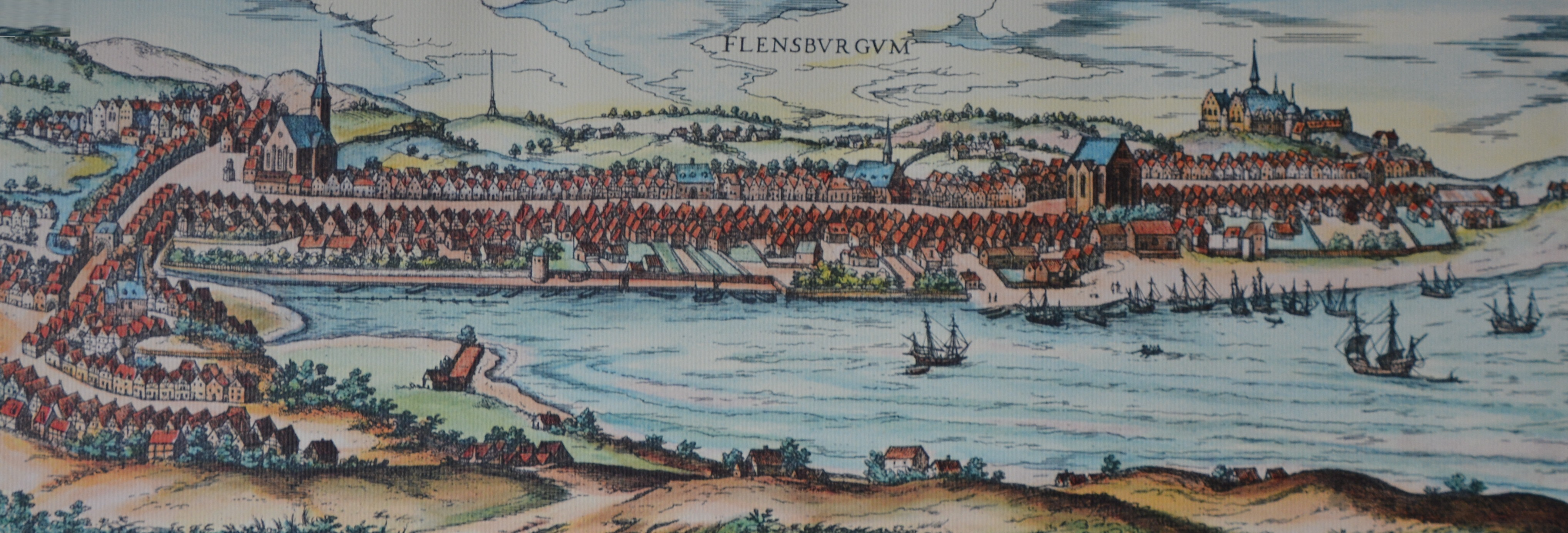
Die Stadtansicht von Georg Braun und Franz Hogenberg, in der auch die Norderpforte abgebildet ist.
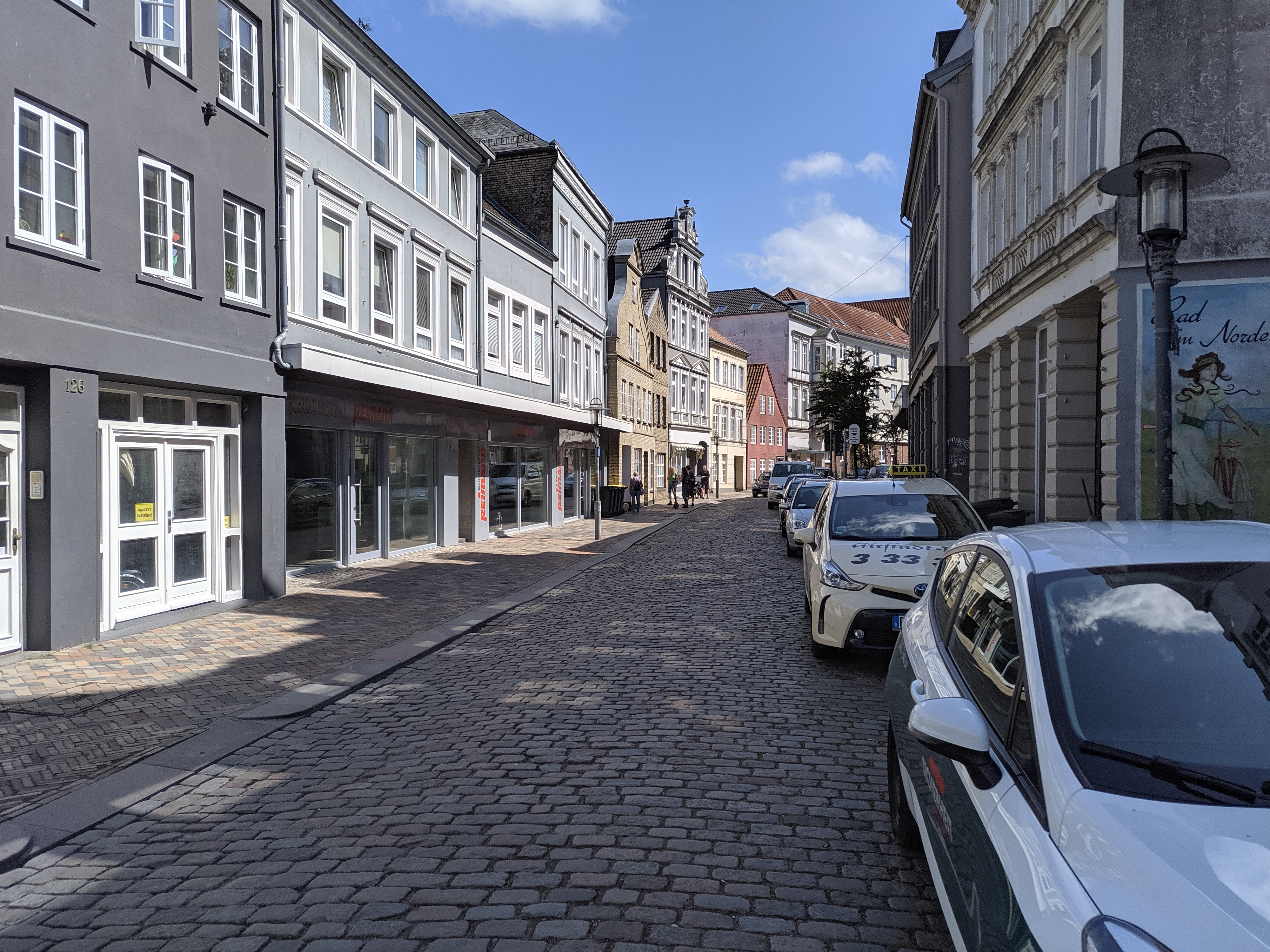
Ehemaliger Standort der Norderpforte
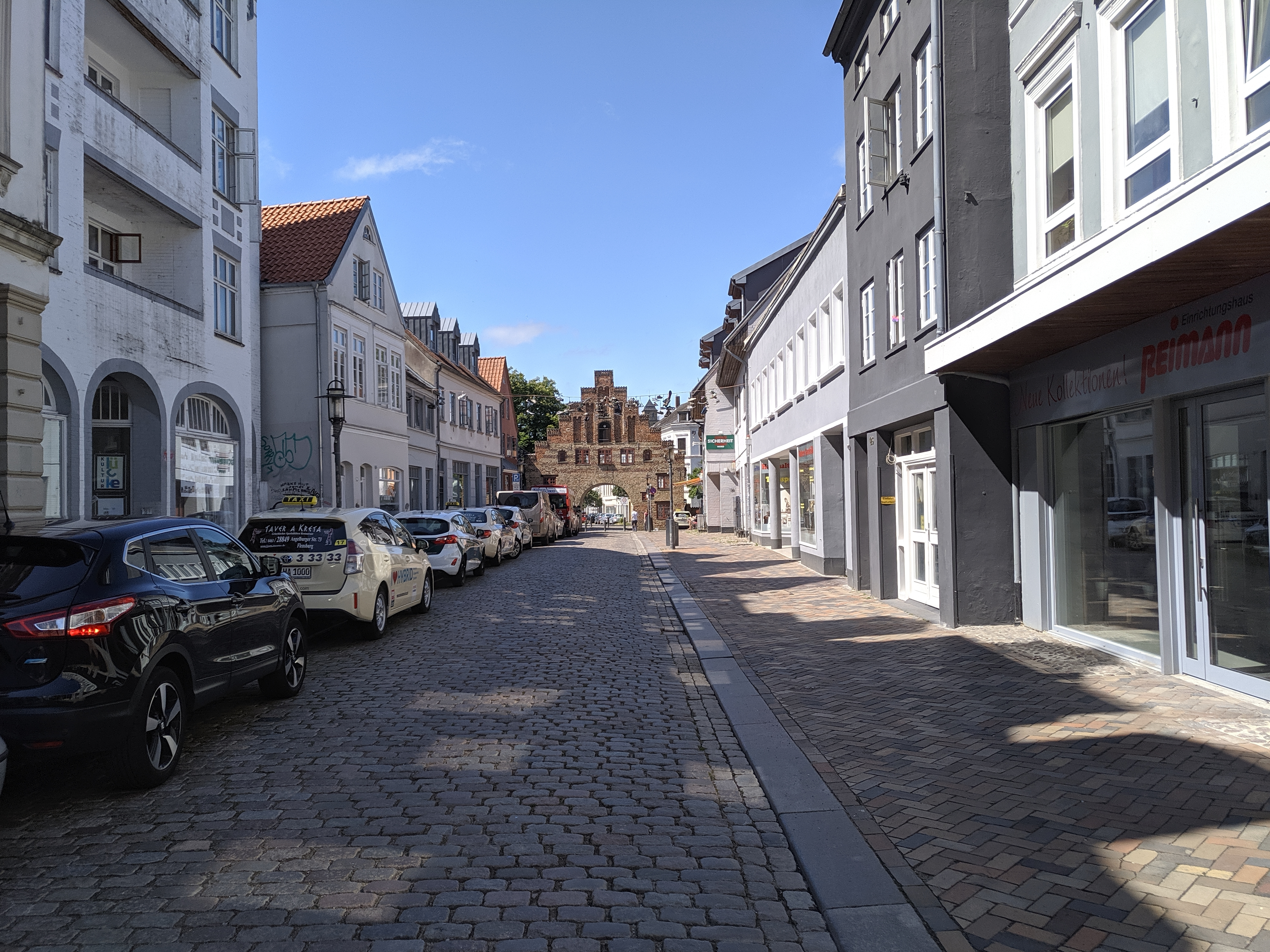
Blick vom Standort der ehemaligen Norderpforte in Richtung Nordertor
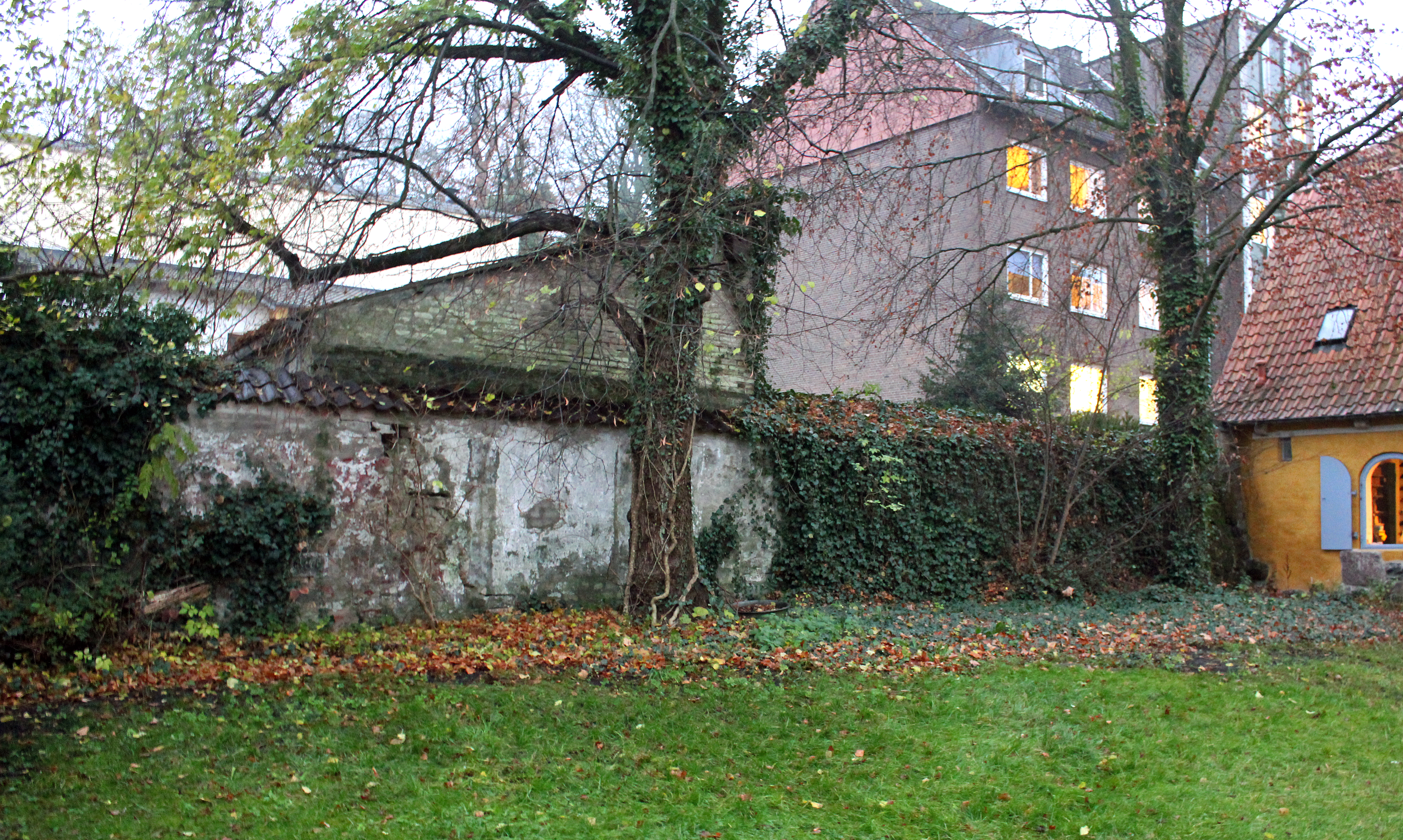
Heutiger Stadtmauerrest bei der Nikolaikirche

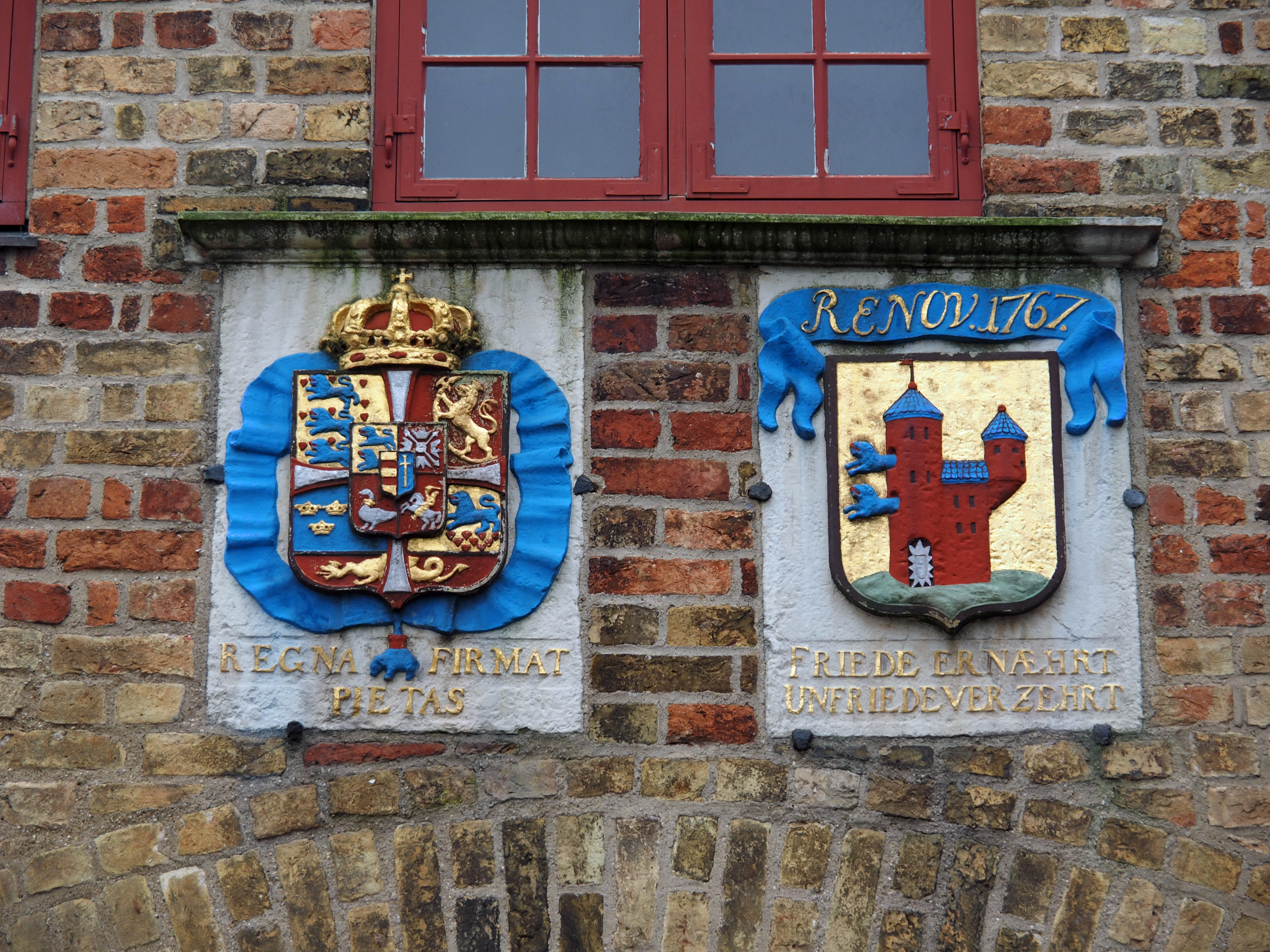
Wappen von Christian IV und Wappen von Flensburg an der Nordseite des Nordertors

### Errichtung des Nordertors
Das heutige Tor wurde errichtet, als sich die Stadtbebauung im Bereich des nördlichen Stadtviertels Ramsharde um einige hundert Meter nach Norden ausgedehnt hatte. Die genaue Datierung der Erbauung des heutigen Nordertors ist nicht gesichert, da es keine eindeutige Quelle gibt, die aussagt, wann es erbaut wurde. Daher schwanken die Zahlen zwischen den Jahren 1595 und 1596. Das Nordertor besteht aus rotem Backstein, einem Torbogen und Stufengiebeln.
An der Nordseite des Tores wurden zwei Tafeln angebracht. Die linke Tafel trägt das Wappen des dänischen Königs Christian IV. (1577–1648) und darunter den lateinischen Wahlspruch: Regna Firmat Pietas – „Frömmigkeit stärkt das Königtum“. Auf der rechten Tafel befindet sich das Flensburger Stadtwappen. Das Tor schmückt zudem über dem Flensburg-Wappen die Inschrift die deutsche Inschrift Friede ernährt, Unfriede verzehrt. Über dem  Stadtwappen ist zudem offensichtlich das Datum einer späteren Renovierung vermerkt. An der Tafel ist zu lesen Renov. 1767. Das Stadttor wurde also in der Zeit von König Christian VII. (1749–1808) renoviert. Die linke Tafel soll die ältere der beiden Tafeln sein, die vermutlich aus der Zeit stammt, als das Nordertor errichtet wurde.
Dietrich Nacke, der von 1587 bis 1595 Flensburger Bürgermeister für St. Marien gewesen war, verstarb am 23. Juni 1595. Testamentarisch verfügte dieser die Einrichtung eines Armenhauses am Nordertor, das kurz nach der Fertigstellung des Tores als Anbau realisiert wurde. Das Nackestiftsgebäude bestand als einstöckiges Gebäude mit Giebeldach, das sich östlich unmittelbar dem Nordertor anschloss.

### Bedeutungsverlust und Gefährdung
Bis 1796 bildete das Nordertor auch die nördliche Grenze der geschlossenen Bebauung. Erst zu diesem Zeitpunkt wurde das nicht mehr haltbare Bauverbot auf dem Stadtfeld außerhalb der Mauern aufgehoben. Seither entstand unmittelbar nördlich des Nordertors die Neustadt, die sich bis zur Gabelung der alten Hauptstraße in die Landstraßen nach Apenrade und Bau erstreckt.
Seit 1881 sprachen sich einige Anlieger des Nordertores sowie Stadtverordnete wiederholt dafür aus, das Nordertor abreißen zu lassen, da sie es als ein Verkehrshindernis einstuften. Für den Abbruch boten Anlieger der Stadt 5.250 Reichsmark an, die sie zuvor gesammelt hatten. Ein von den Stadtverordneten in Auftrag gegebenes Gutachten behauptete, dass das Tor keine Zierde der Stadt sei, und empfahl den gewünschten Abbruch. Um 1890 wurde aber stattdessen das benachbarte Nackestift zur Verbesserung der Verkehrsführung abgerissen und in der Stiftstraße neu errichtet.
Fast alle anderen Stadttore Flensburgs waren zuvor schon im besagten 19. Jahrhundert abgerissen worden, zuletzt das Rote Tor 1872. Außer dem Nordertor hat nur das Kompagnietor die Zeiten überdauert. Allerdings hatte das Kompagnietor als Sitz der Schiffergesellschaft (Kompagnie) und der Stadtwaage in der Zwischenzeit andere Funktionen erhalten. Doch die in der Folgezeit eingereichten Abbruchsanträge für das Nordertor wurden vom preußischen Regierungspräsidenten in Schleswig konsequent abgelehnt. So wurde nach einer anderen Lösung für das Verkehrsproblem gesucht: Ursprünglich reichte die Bebauung der Westseite der Norderstraße bis an das Tor heran, 1890 wurden die Nebengebäude des Nordertores abgerissen. Dabei abgerissen wurde auch das auf der Ostseite vom Tor gelegene Nackestift, in dem sich bis zu dieser Zeit weiterhin die Armenwohnungen des nördlichen Stadtteils befunden hatten. Aus den alten Steinen des Armenhaus-Anbaus wurde beim Junkerhohlweg das Nackestift neu errichtet. Die Wegführung wurde nach dem Abriss östlich ums Nordertor herumgeführt, womit wieder Platz für den zunehmenden Verkehr bestand und der Erhalt des Nordertores sichergestellt war. Offenbar wurde, nachdem das Verkehrsproblem durch die Abrissarbeiten gelöst war, der Abriss des Nordertores wohl letztlich durch den Oberbürgermeister Hermann Bendix Todsen und die zuständige preußische Staatsbehörde endgültig unterbunden. Im folgenden Jahrhundert sollten zudem umfassende Restaurierungsarbeiten folgen.

### Rettung im 20. Jahrhundert

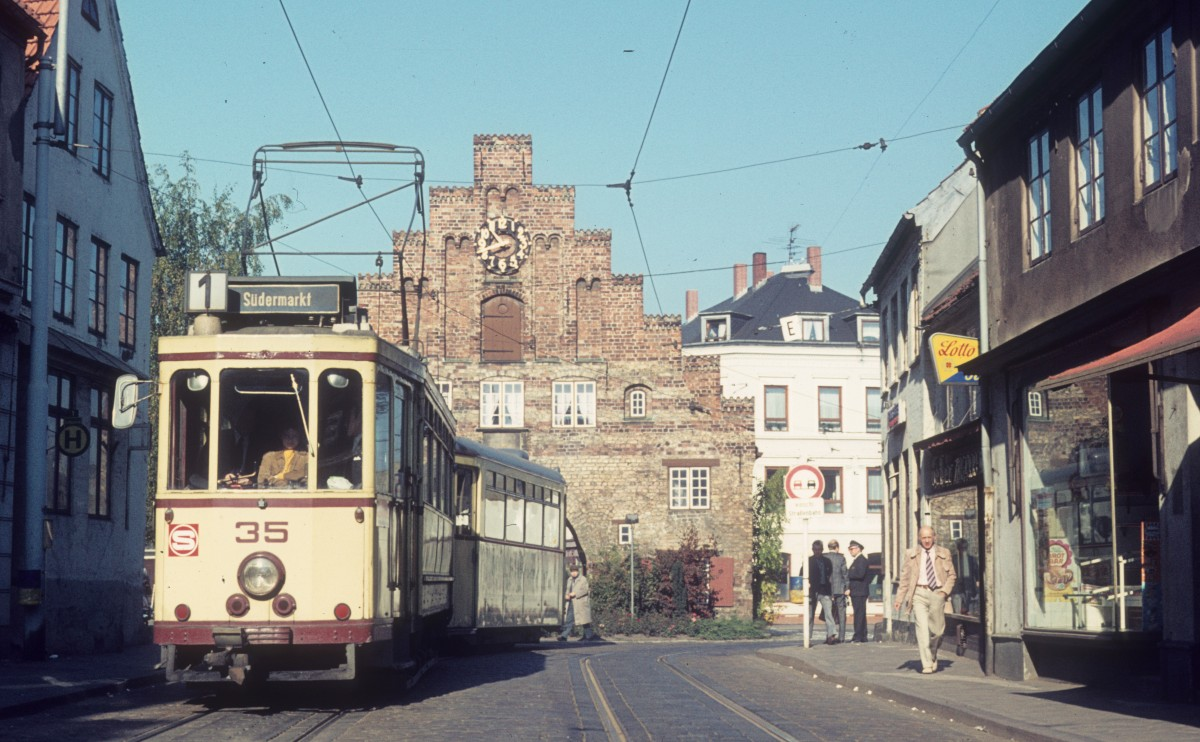
Linie 1 der Städtischen Straßenbahn Flensburgs auf einer Sonderfahrt am 8. Oktober 1972

Am 31. Oktober 1902 erzwang der Regierungspräsident in Schleswig mittels einer Verfügung die Einstellung von 2.400 Reichsmark in den Etat der Stadt. Mit diesem Geld sollte das Baudenkmal gesichert werden. 1903 wurde eine Klage des Flensburger Stadtverordnetenkollegs gegen die Schleswiger Regierungsentscheidung, die die Bewahrung des Nordertor erzwang, abgewiesen. Sodann begannen die Instandsetzungsarbeiten. Seit 1907 fuhr die elektrische Straßenbahn um das Tor herum. Erst kurz vor dem Ersten Weltkrieg kam es zu einer Grundinstandsetzung des Nordertores. 1913/14 wurde das Tor durch den Architekten Paul Ziegler renoviert und mit einer Uhr versehen. In den 1920er Jahren wurde der Platz durch ein ansprechendes Verwaltungsgebäude in rotem Backstein wieder geschlossen. Beim schweren Tagesangriff durch US-amerikanische Bomber am 19. Mai 1943 wurde das Nordertor im Zweiten Weltkrieg beschädigt. Nach dem Abbruch des Verwaltungsgebäudes in den 1970er Jahren und dem zwischenzeitlichen Verlust der westlichen Nachbarhäuser des Tores wurde die städtebauliche Situation im Umfeld des Flensburger Wahrzeichens von einigen als unbefriedigend empfunden. Ebenfalls in den 1970er Jahren fuhr die letzte Straßenbahn ums Nordertor. Um 1990 wurde der Platz, auf dem das Nordertor steht, dann weitgehend umgestaltet. Dabei verlor das Nordertor den Status einer Art Verkehrsinsel. Auch die in ihren Mauern eingelassene Uhr, die auch auf den zwei erschienen Briefmarken zu sehen war, wurde entfernt und später in den Kirchturm der St. Michael-Kirche eingebaut. Die Straße zum Nordertor wurde mittels Pflastersteinen neu gestaltet. Mauern, die eine Stadtmauer suggerieren sollen und zudem einen effektiveren Schallschutz vor dem Straßenverkehr bieten, wurden zu beiden Seiten des Nordertors errichtet. Außerdem wurden Glasarkaden vor den neuen Mauern gebaut. Später wurden die Mauern auf einer der beiden Seiten wieder abgerissen und ein Gebäude erbaut; damit wurde auch die Glasarkade zur linken entfernt. Dieses Gebäude diente der örtlichen Sparkasse als Zweigniederlassung. Die Umgestaltung wurde von vielen Bürgern allerdings nicht als Verbesserung empfunden, zumal die Glasarkaden sehr schnell verschmutzten und unansehnlich wurden.

### Entwicklungen 21. Jahrhundert

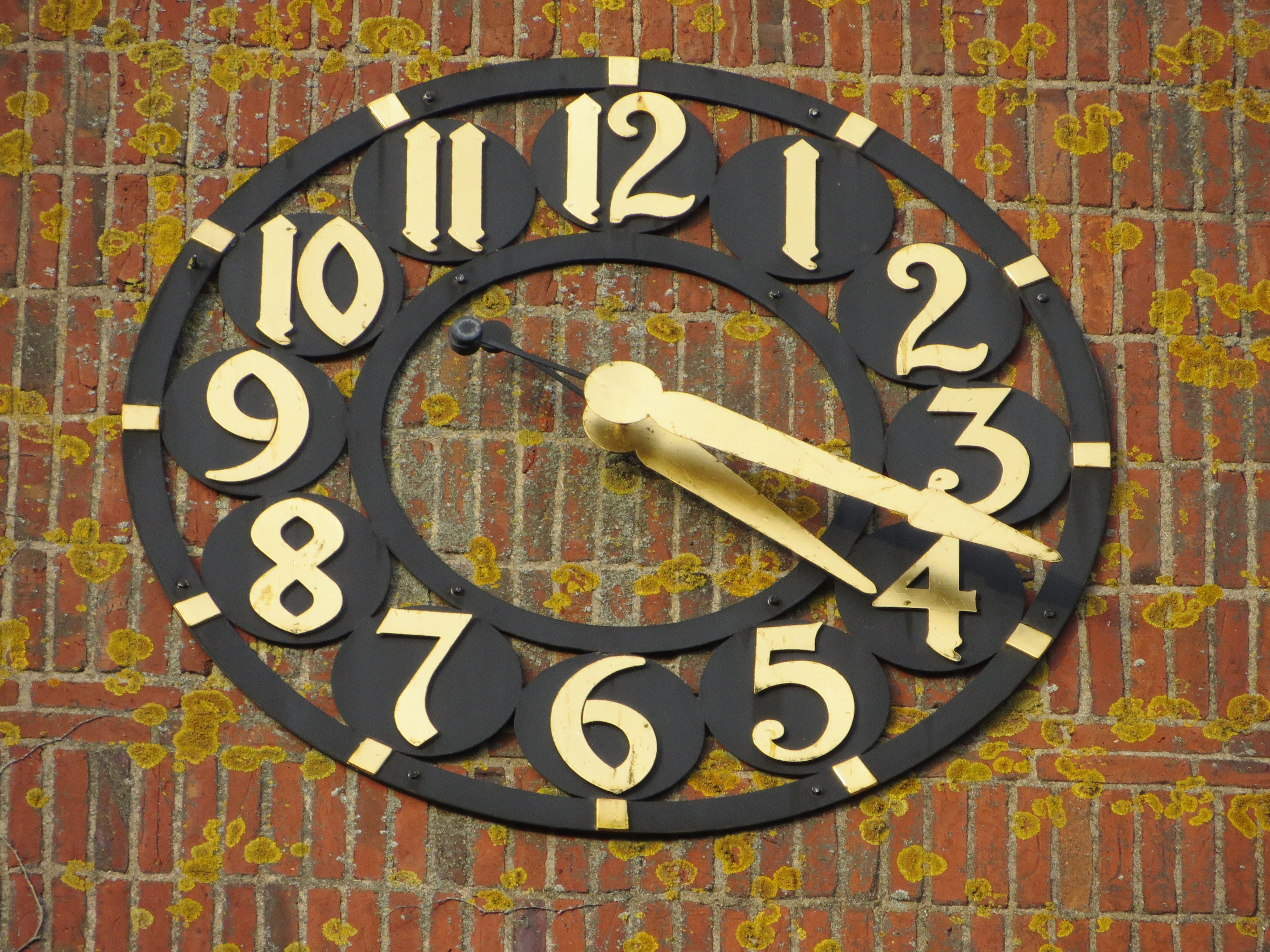
Die Nordertor-Uhr an der St. Michael-Kirche an der Südseite des Kirchturms (Foto 2014)

Seit 2004 werden standesamtliche Trauungen im Nordertor, alternativ zu Trauungen im eigentlichen Standesamt in der Villa Besenbruch angeboten.
2007/08 wurde das nahegelegene Wissenschaftsmuseum Phänomenta erweitert. Die alte Fassade des Sparkassen-Gebäudes wurde durch einen Phänomenta-Anbau verdeckt, der nun direkt an das Nordertor anschließt. Die Glasarkade auf der Westseite sowie der zugehörige Mauerabschnitt wurden bei dieser Baumaßnahme entfernt. Des Weiteren wurde ein Zugang von der Phänomenta zum Tor aus geschaffen. So gehört das Nordertor nun zum Gebäudekomplex der Phänomenta und wird von dieser genutzt. Der Anbau stieß auf die Kritik vieler Bürger, insbesondere die glatte blaue Glasfassade des Neubaus ist bis heute in Flensburg umstritten. Ein weiterer ähnlich gestalteter, geplanter Anbau wurde nicht mehr realisiert. Auf dem Platz direkt vor dem Nordertor, Nordertorplatz genannt, wurde zudem ein Flussbett aus rostfarbenem Metall angelegt, in dem ein Rinnsal langsam vor sich hinplätschert.  Auch diese Umgestaltung wurde allerdings von vielen Flensburger Bürgern bedauert. Der Brunnen, den Paul Ziegler seitlich ans Nordertor hatte anbringen lassen, wurde entfernt.
Seit 2013 wurde ein ähnlich modern gestalteter Bau wie die Phänomenta auf der Westseite, nur wenige Meter entfernt vom Nordertor, direkt oberhalb der Adresse Neustadt Nr. 1, am Anfang der Gartenstraße geplant. Dieses Wohnprojekt namens Skolehaven (teilweise auch Skolegaarden genannt) wurde von 2016 bis 2019 als Teil der Sanierung und geplanten Neubebauung der Neustadt realisiert.

## Wahrzeichenfunktion
Das Nordertor symbolisiert neben dem Flensburger Stadtwappen die gesamte Stadt und wird häufig in ähnlicher Weise wie das Stadtwappen verwendet. Es verdeutlicht dabei die Grenzlage Flensburgs, als Tor zum Norden. Die Verwendung des Nordertors als Wahrzeichen ähnelt ansonsten dem des Lübecker Holstentors. Neben dem Nordertor existieren heute noch weitere städtische Wahrzeichen. Die Dampfschiff Alexandra gilt als maritimes Wahrzeichen. Der Wasserturm Flensburg-Mürwik symbolisiert häufig das gesamte Ostufer der Stadt. Für den dortigen großen Stadtteil Mürwik dient die  Marineschule Mürwik, das „Rote Schloss“, als Wahrzeichen.

## Briefmarkenmotiv
1966 erschien das Tor auf einer Briefmarke der Deutschen Bundespost und der Deutschen Bundespost Berlin. Zunächst war die Wertstufe von (30 Pfennig) in der Dauerserie Deutsche Bauwerke ein Ergänzungswert, und die Marke erschien in grüner Farbe.
Die kurz darauf folgende Portoerhöhung führte dazu, dass Standardbriefe statt 20 nunmehr 30 Pfennig kosten sollten. Dadurch wurde die Marke mit dem Nordertor für die kommenden Jahre zum "Bestseller" der Deutschen Bundespost, und sie wurde nun in roter Farbe herausgegeben, wie es damals noch bei Werten für Standardbriefe üblich war.

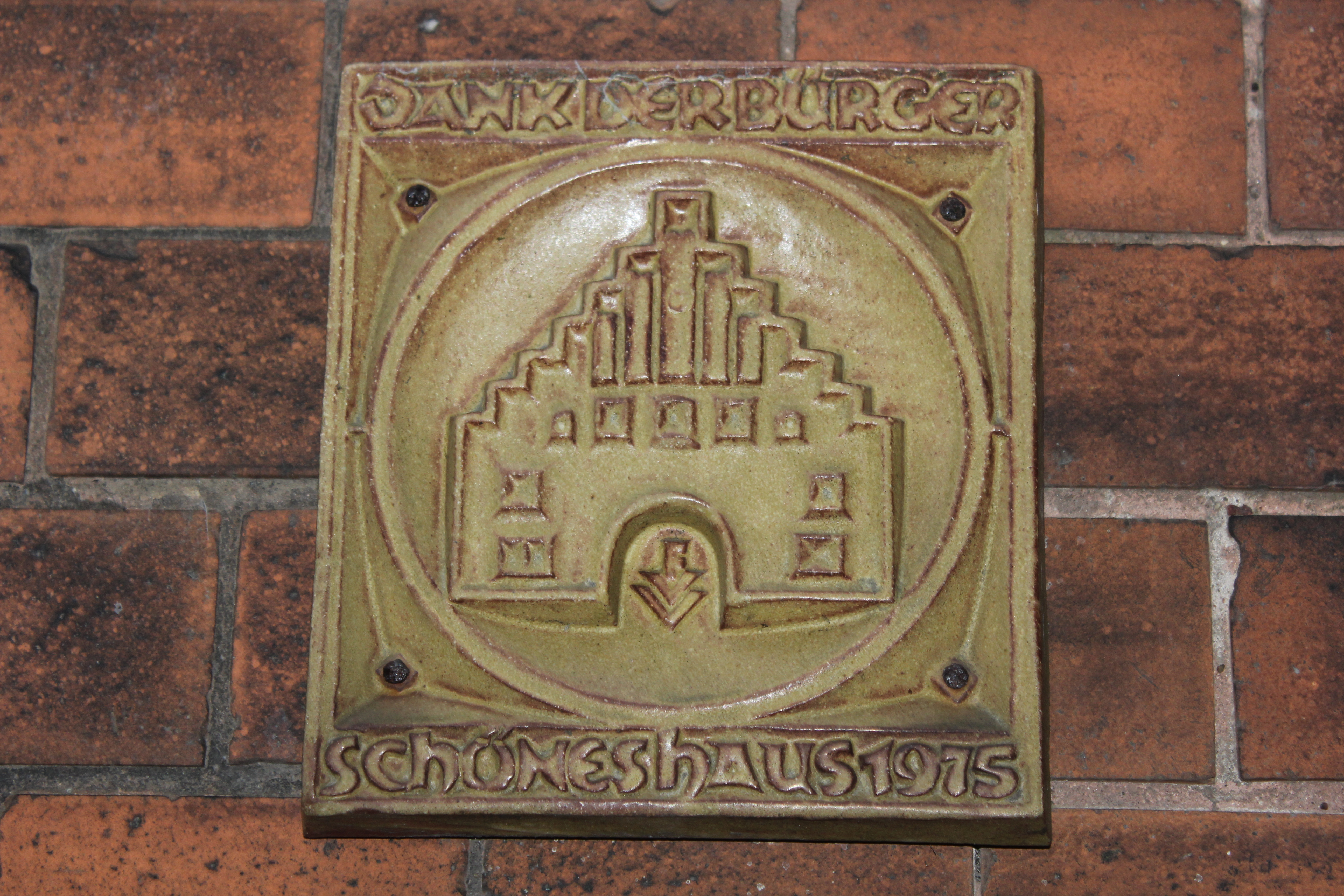
Plakette des Flensburger Verschönerungsvereins, Schönes Haus 1975, an einem Haus am Südermarkt
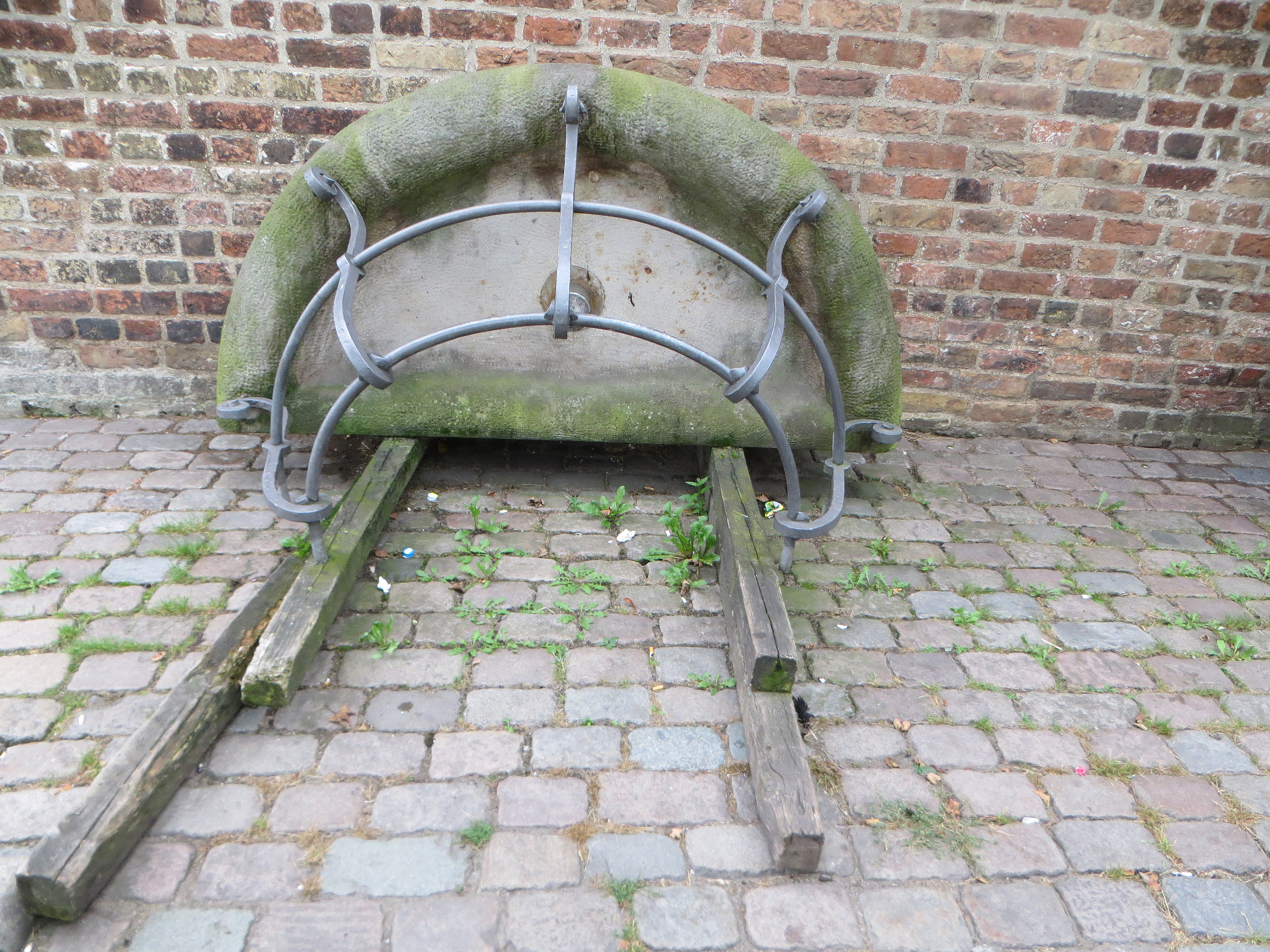
Ehemals aufgestellter Brunnen wie er 2013 abgestellt beim Nordertor lag
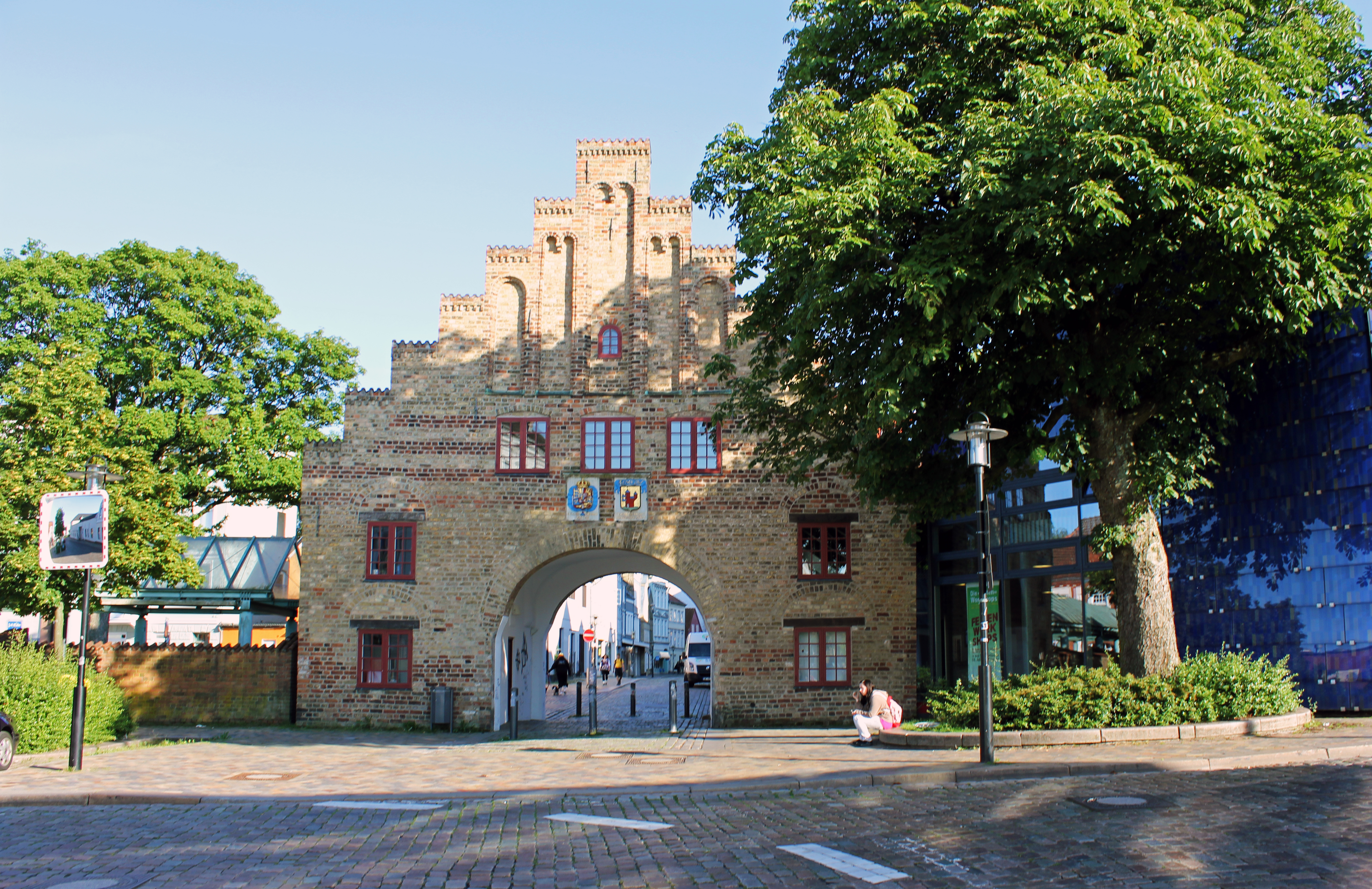
Die Nordseite im Sommer 2011
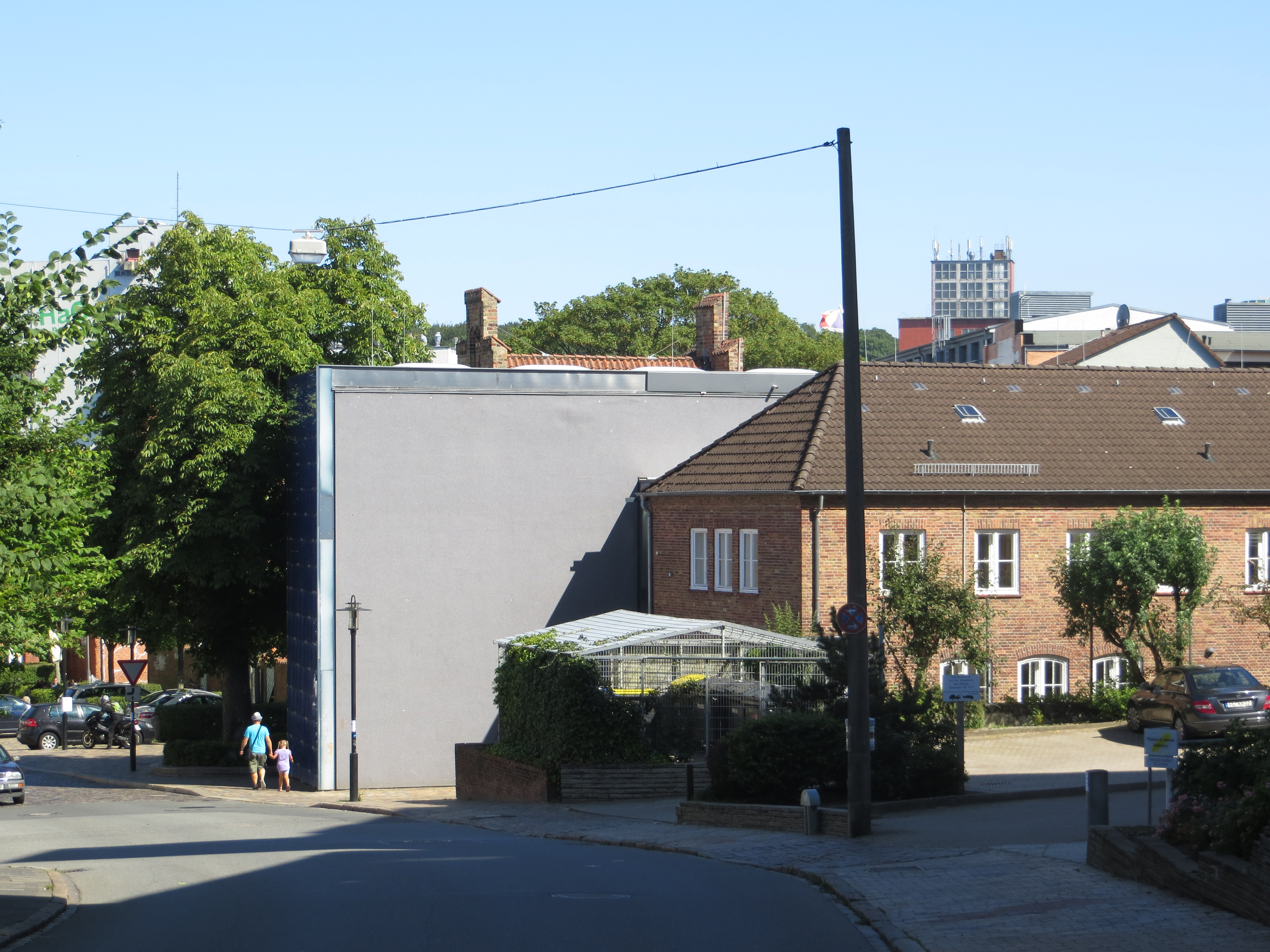
Das Nordertor heute fast vollständig verdeckt durch den Betonbau der Phänomenta von der Westseite
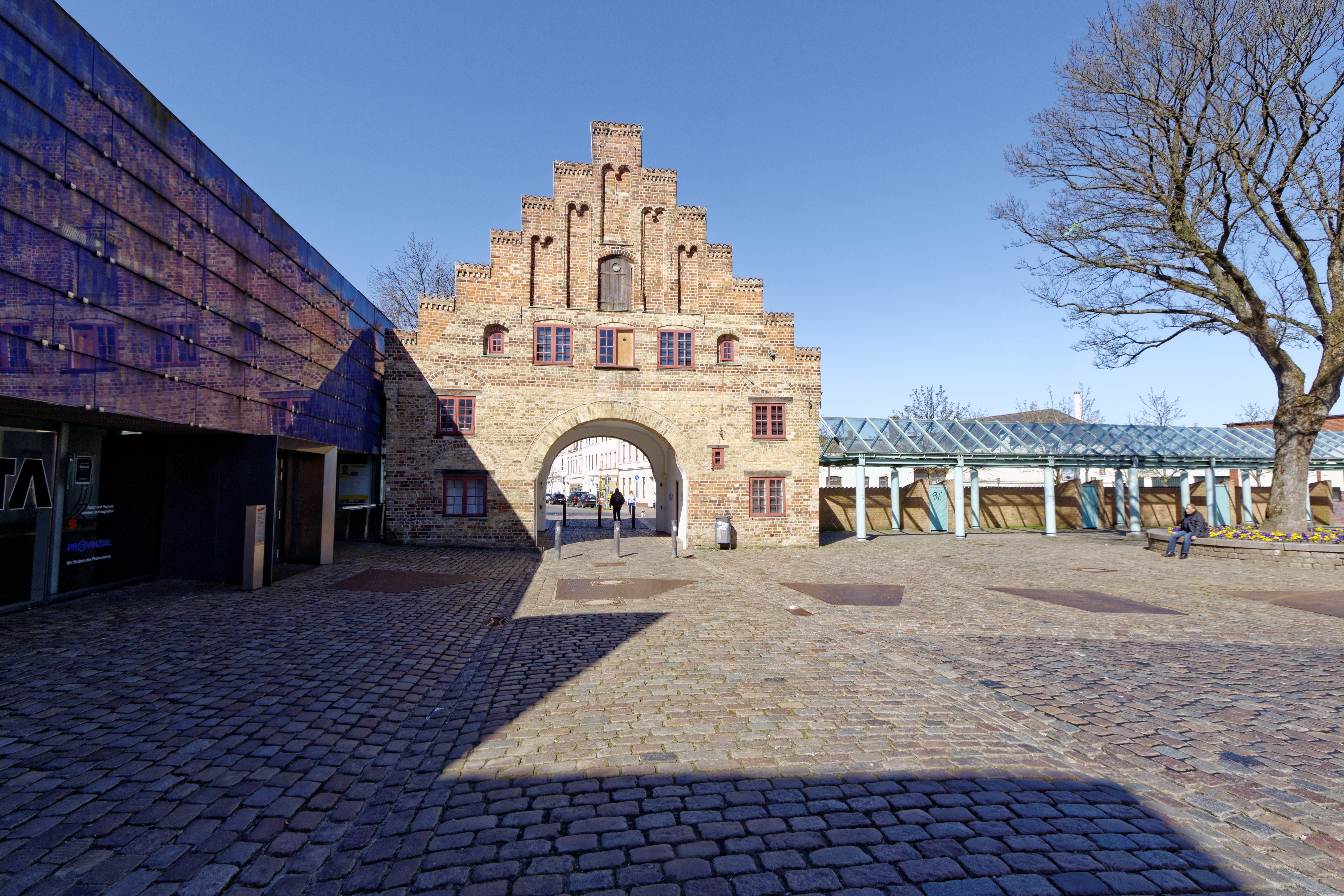
Südseite des Nordertors 2015 mit der neuen Fassade des Phänomenta-Gebäudes zur linken und Glasarkaden zur rechten
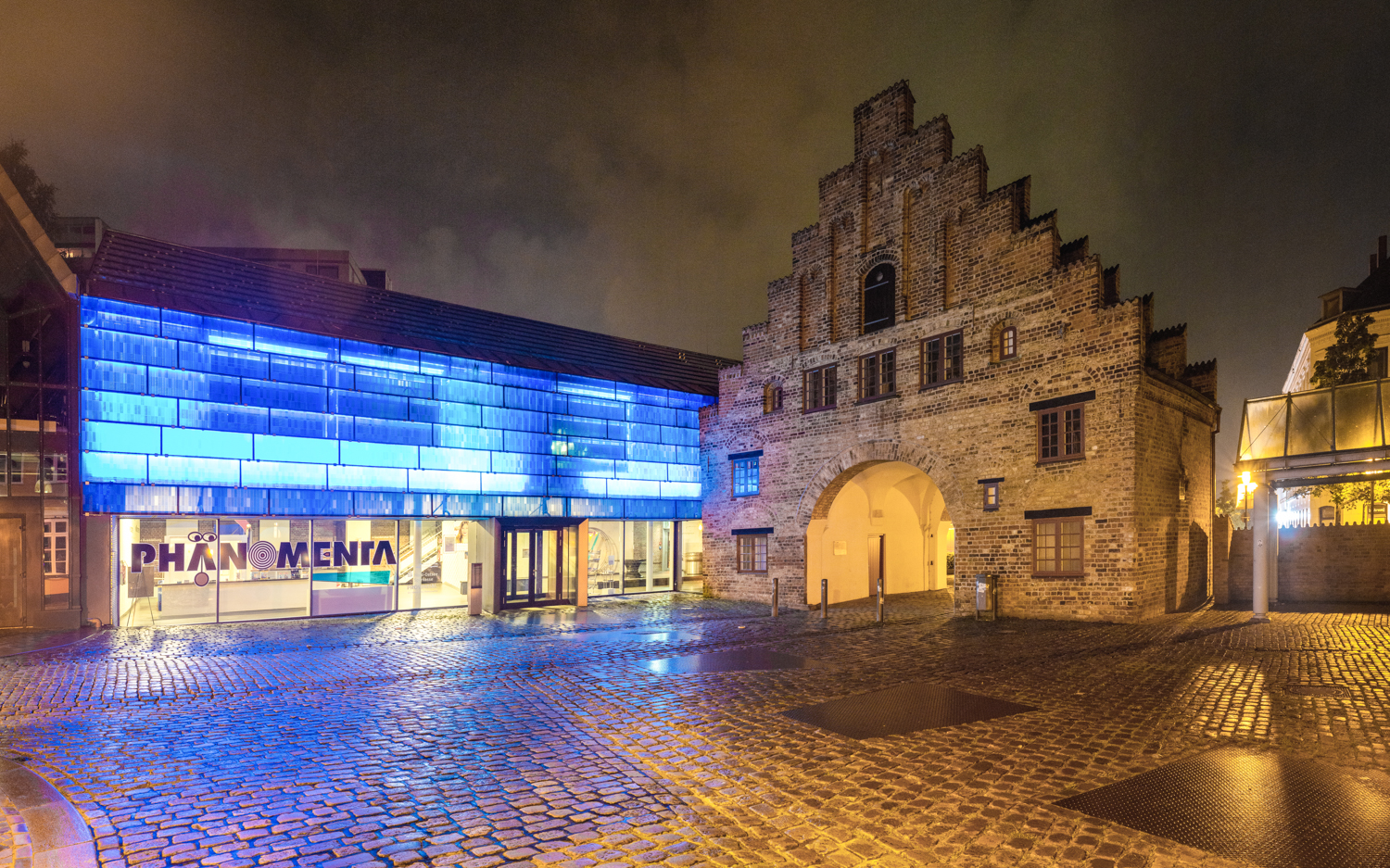
Das Nordertor mit der rangebauten Phänomenta bei Nacht (2015).
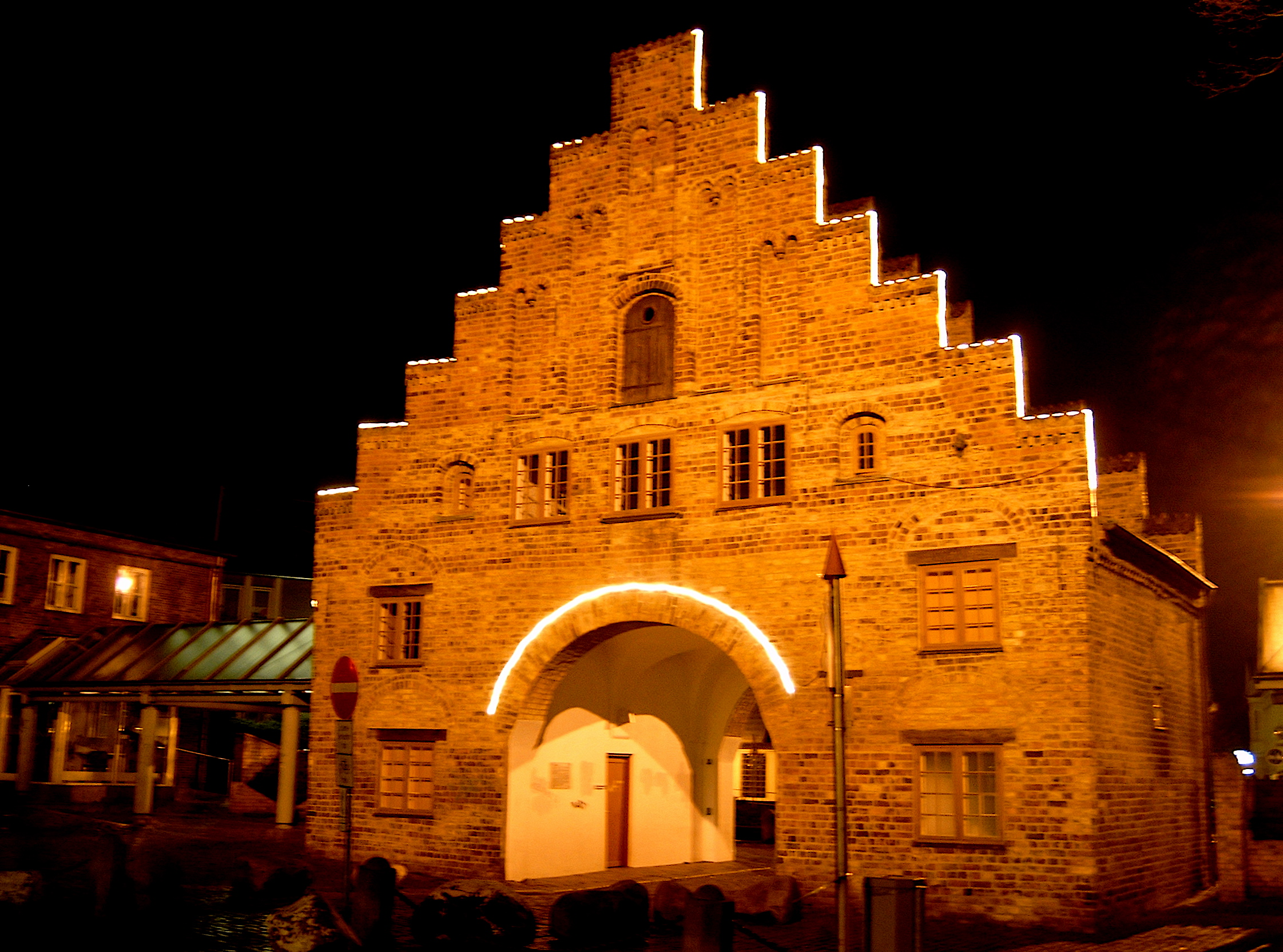
Das Nordertor 2002 in der Weihnachtszeit, noch frei stehend